# Albert Forner Domínguez
Albert Forner Domínguez (Silla, 1954) és un actor valencià de teatre, cinema, televisió i doblatge.
S'inicia de jove al grup local de teatre en plena transició política espanyola. El 1978 comença a actuar en la companyia Albena Teatre, interpretant Visanteta de Favara i Un enemic del poble, considerats els seus primers èxits professionals. Per la veu tan potent i peculiar, el 1990 és requerit per a locucions i doblatges de dibuixos animats a la Televisió Valenciana, participant com a actor en les primeres sèries i documentals de producció pròpia a Canal 9 i Televisió de Catalunya (TV3), com: Els savis de la Vilatrista (1992), El Parc (1994), i La camisa de la serp (1996). Des de 1992 a 2015, ha participat en 36 pel·lícules com a actor secundari o de protagonista, com va ser el personatge de Batiste l'alcalde, en la sèrie de Canal 9 Senyor Retor. Altres aparicions a destacar en cine i televisió, són: Periodistas (1998), Querido maestro (1998), La ciudad de los prodigios (1999), Pepe Carvalho (1999), Temps de silenci (2001), El comisario (2005), Autoindefinits (2005), El Nobel Severo Ochoa  (2001), Agua con sal (2005), El caso Wanninkhof (2008), Pacient 33 (2007), Amar en tiempos revueltos (2008), Dioses y perros (2014), i el personatge de Cipriano Mera en Vivir de pie (2009) o el de Toni, en Cruzando el sentido, candidata als Premis Goya (2016).
Va rebre diversos premis Tirant com a intèrpret, així com un premi a la millor interpretació masculina audiovisual per "Senyor Retor" atorgat el 2012 per l'Associació d'Actors i Actrius Professionals Valencians.